# Бызовка (деревня)
Бызовка — деревня в Большереченском районе Омской области. Входит в состав Такмыкского сельского поселения.

## История
В 1928 г. состояла из 75 хозяйств, основное население — русские. В составе Такмыкского сельсовета Большереченского района Тарского округа Сибирского края.

## Население
| 1926 | 2002 | 2010 | 2021 |
| ---- | ---- | ---- | ---- |
| 366  | ↘17  | ↘13  | ↘7   |